# Remo nos Jogos Pan-Americanos de 2023 - Skiff duplo masculino
A competição do skiff duplo masculino do remo nos Jogos Pan-Americanos de 2023 foi disputada entre 21 e 25 de outubro de 2023 na Lagoa Grande, em San Pedro de la Paz. Um total de 26 remadores de 13 Comitês Olímpicos Nacionais (CON) participaram do evento.

## Calendário
Horário local (UTC−3).
| Data          | Hora  | Fase          |
| ------------- | ----- | ------------- |
| 21 de outubro | 9:00  | Eliminatórias |
| 22 de outubro | 8:10  | Repescagem    |
| 24 de outubro | 8:00  | Semifinais    |
| 25 de outubro | 9:40  | Final A       |
| 25 de outubro | 10:20 | Final B       |

## Medalhistas
| Ouro   | URU Newton Seawright e Martín Zocalo |
| Prata  | CUB Reidy Cardona e Carlos Ajete     |
| Bronze | USA Casey Fuller e Mark Couwenhoven  |

## Resultados

### Eliminatórias
Os três primeiros de cada bateria se classificam às semifinais, os restantes disputam a repescagem.
Bateria 1
| Pos. | Remadores                      | CON           | Tempo   | Notas |
| ---- | ------------------------------ | ------------- | ------- | ----- |
| 1    | Agustín Scenna Axel Haack      | ARG Argentina | 6:49:28 | SA/B  |
| 2    | Brahim Alvayay Andoni Habash   | CHI Chile     | 6:50:47 | SA/B  |
| 3    | Piedro Tuchtenhagen Tomas Levy | BRA Brasil    | 6:52:59 | SA/B  |
| 4    | André Mora Jaime Machado       | VEN Venezuela | 6:58:55 | R     |
| 5    | Michael Ciepiela Rui Xu        | CAN Canadá    | 6:58:77 | R     |

Bateria 2
| Pos. | Remadores                         | CON                | Tempo   | Notas |
| ---- | --------------------------------- | ------------------ | ------- | ----- |
| 1    | Newton Seawright Martín Zocalo    | URU Uruguai        | 6:42:37 | SA/B  |
| 2    | Casey Fuller Mark Couwenhoven     | USA Estados Unidos | 6:43:30 | SA/B  |
| 3    | Miguel Carballo Alexis López      | MEX México         | 7:15:95 | SA/B  |
| 4    | Alberto Portillo Nicolás Villalba | PAR Paraguai       | 7:18:68 | R     |

Bateria 3
| Pos. | Remadores                        | CON                                 | Tempo   | Notas |
| ---- | -------------------------------- | ----------------------------------- | ------- | ----- |
| 1    | Reidy Cardona Carlos Ajete       | CUB Cuba                            | 7:06:75 | SA/B  |
| 2    | Víctor Aspillaga Vincenzo Giurfa | PER Peru                            | 7:10:89 | SA/B  |
| 3    | Juan Luis Esquea Jancarlos Tineo | DOM República Dominicana            | 7:25:83 | SA/B  |
| 4    | Maynor López Francesco Alonzo    | EAI Equipe de Atletas Independentes | 7:34:76 | R     |

### Repescagem
Os três primeiros da repescagem se classificam às semifinais, o último colocado é eliminado.
| Pos. | Remadores                         | CON                                 | Tempo   | Notas |
| ---- | --------------------------------- | ----------------------------------- | ------- | ----- |
| 1    | Michael Ciepiela Rui Xu           | CAN Canadá                          | 6:43:14 | SA/B  |
| 2    | André Mora Jaime Machado          | VEN Venezuela                       | 6:43:54 | SA/B  |
| 3    | Alberto Portillo Nicolás Villalba | PAR Paraguai                        | 7:09:22 | SA/B  |
| 4    | Maynor López Francesco Alonzo     | EAI Equipe de Atletas Independentes | 7:19:70 |       |

### Semifinais
Os três primeiros de cada bateria semifinal se classificam à Final A, os restantes disputam a Final B (fora da chance por medalhas).
Semifinal A/B 1
| Pos. | Remadores                         | CON                      | Tempo   | Notas |
| ---- | --------------------------------- | ------------------------ | ------- | ----- |
| 1    | Casey Fuller Mark Couwenhoven     | USA Estados Unidos       | 6:32.77 | FA    |
| 2    | Reidy Cardona Carlos Ajete        | CUB Cuba                 | 6:40.64 | FA    |
| 3    | Agustín Scenna Axel Haack         | ARG Argentina            | 6:41.81 | FA    |
| 4    | André Mora Jaime Machado          | VEN Venezuela            | 6:43.25 | FB    |
| 5    | Alberto Portillo Nicolás Villalba | PAR Paraguai             | 6:55.62 | FB    |
| 6    | Juan Luis Esquea Jancarlos Tineo  | DOM República Dominicana | 7:15.75 | FB    |

Semifinal A/B 2
| Pos. | Remadores                        | CON         | Tempo   | Notas |
| ---- | -------------------------------- | ----------- | ------- | ----- |
| 1    | Piedro Tuchtenhagen Tomas Levy   | BRA Brasil  | 6:34.14 | FA    |
| 2    | Newton Seawright Martín Zocalo   | URU Uruguai | 6:36.86 | FA    |
| 3    | Brahim Alvayay Andoni Habash     | CHI Chile   | 6:38.07 | FA    |
| 4    | Michael Ciepiela Rui Xu          | CAN Canadá  | 6:38.13 | FB    |
| 5    | Víctor Aspillaga Vincenzo Giurfa | PER Peru    | 7:00.08 | FB    |
| 6    | Miguel Carballo Alexis López     | MEX México  | DNS     |       |

### Finais
As regatas finais definem as posições de todos os remadores. Na Final A são decididos os medalhistas.
Final B
| Pos. | Remadores                         | CON                      | Tempo   | Notas |
| ---- | --------------------------------- | ------------------------ | ------- | ----- |
| 7    | Michael Ciepiela Rui Xu           | CAN Canadá               | 6:40.66 |       |
| 8    | André Mora Jaime Machado          | VEN Venezuela            | 6:41.77 |       |
| 9    | Alberto Portillo Nicolás Villalba | PAR Paraguai             | 7:00.79 |       |
| 10   | Juan Luis Esquea Jancarlos Tineo  | DOM República Dominicana | 7:11.48 |       |
|      | Víctor Aspillaga Vincenzo Giurfa  | PER Peru                 | DNS     |       |

Final A
| Pos.              | Remadores                      | CON                | Tempo   | Notas |
| ----------------- | ------------------------------ | ------------------ | ------- | ----- |
| Medalha de ouro   | Newton Seawright Martín Zocalo | URU Uruguai        | 6:22.07 |       |
| Medalha de prata  | Reidy Cardona Carlos Ajete     | CUB Cuba           | 6:23.69 |       |
| Medalha de bronze | Casey Fuller Mark Couwenhoven  | USA Estados Unidos | 6:26.70 |       |
| 4                 | Agustín Scenna Axel Haack      | ARG Argentina      | 6:30.04 |       |
| 5                 | Piedro Tuchtenhagen Tomas Levy | BRA Brasil         | 6:36.06 |       |
| 6                 | Brahim Alvayay Andoni Habash   | CHI Chile          | 6:37.45 |       |